# Női 100 méteres síkfutás a 2017-es atlétikai világbajnokságon
A 2017-es atlétikai világbajnokságon a női 100 méteres síkfutás futamait augusztus 5-én és 6-án rendezték a londoni Olimpiai Stadionban.
A címvédő Shelly-Ann Fraser-Pryce terhessége miatt nem tudott indulni.
A világbajnok a végén mellbedobással nyerő Tori Bowie lett, megelőzve Ta Lou-t és az ismét dobogós Dafne Schipperst. Az előzetesen nagy esélyesnek kikiáltott Elaine Thompson végül csak az ötödik lett.

## Rekordok
| Világrekord                    | Világrekord | Világrekord        |
| Versenyző                      | Idő         | Hely               |
| ------------------------------ | ----------- | ------------------ |
| Florence Griffith Joyner (USA) | 9,58        | Indianapolis, 1988 |
| Világbajnoki rekord            |             |                    |
| Versenyző                      | Idő         | Hely               |
| Marion Jones (USA)             | 9,58        | Sevilla, 1999      |
| Címvédő                        |             |                    |
| Versenyző                      | Idő         | Hely               |
| Shelly-Ann Fraser-Pryce (JAM)  | 10,76       | Peking, 2015       |

## Menetrend
| Futam      | Időpont             |
| ---------- | ------------------- |
| Előfutamok | augusztus 5., 12:45 |
| Elődöntők  | augusztus 6., 20:10 |
| Döntő      | augusztus 6., 22:50 |

## Eredmények
- WR – világrekord
- CR – világbajnoki rekord
- AR – kontinens rekord
- NR – országos rekord
- PB – egyéni rekord
- WL – az adott évben aktuálisan a világ legjobb eredménye
- SB – az adott évben aktuálisan az egyéni legjobb eredmény

### Előfutamok
| 1. előfutam | 1. előfutam       | 1. előfutam      | 1. előfutam | 1. előfutam |
| Helyezés    | Versenyző         | Ország           | Idő         | Mj          |
| ----------- | ----------------- | ---------------- | ----------- | ----------- |
| 1.          | Gina Lückenkemper | Németország      | 10,95       | Q, PB       |
| 2.          | Murielle Ahouré   | Elefántcsontpart | 11,04       | Q           |
| 3.          | Jura Levy         | Jamaica          | 11,09       | Q           |
| 4.          | Asha Philip       | Nagy-Britannia   | 11,14       | q, SB       |
| 5.          | Toea Wisil        | Pápua Új-Guinea  | 11,41       |             |
| 6.          | Naomi Sedney      | Hollandia        | 11,43       |             |
| 7.          | Loi Im Lan        | Makaó            | 12,00       |             |
| 8.          | Jelena Rijabova   | Türkmenisztán    | 12,27       | SB          |

| 2. előfutam | 2. előfutam         | 2. előfutam        | 2. előfutam | 2. előfutam |
| Helyezés    | Versenyző           | Ország             | Idő         | Mj          |
| ----------- | ------------------- | ------------------ | ----------- | ----------- |
| 1.          | Elaine Thompson     | Jamaica            | 11,05       | Q           |
| 2.          | Crystal Emmanuel    | Kanada             | 11,14       | Q, PB       |
| 3.          | Ariana Washington   | Egyesült Államok   | 11,28       | Q           |
| 4.          | Jonk-li Vej         | Kína               | 11,37       |             |
| 5.          | Khalifa St. Fort    | Trinidad és Tobago | 11,44       |             |
| 6.          | Orphée Neola        | Franciaország      | 11,58       |             |
| 7.          | Charlotte Wingfield | Málta              | 11,82       |             |

| 3. előfutam | 3. előfutam             | 3. előfutam      | 3. előfutam | 3. előfutam |
| Helyezés    | Versenyző               | Ország           | Idő         | Mj          |
| ----------- | ----------------------- | ---------------- | ----------- | ----------- |
| 1.          | Tori Bowie              | Egyesült Államok | 11,05       | Q           |
| 2.          | Blessing Okagbare       | Nigéria          | 11,22       | Q           |
| 3.          | Ivet Lalova-Collio      | Bulgária         | 11,31       | Q           |
| 4.          | Desiree Henry           | Nagy-Britannia   | 11,32       | q           |
| 5.          | Ángela Tenorio          | Ecuador          | 11,33       |             |
| 6.          | Jamile Samuel           | Hollandia        | 11,52       |             |
| 7.          | Patricia Taea           | Cook-szigetek    | 12,18       | NR          |
| 8.          | Marie-Charlotte Gastaud | Monaco           | 13,52       |             |

| 4. előfutam | 4. előfutam        | 4. előfutam             | 4. előfutam | 4. előfutam |
| Helyezés    | Versenyző          | Ország                  | Idő         | Mj          |
| ----------- | ------------------ | ----------------------- | ----------- | ----------- |
| 1.          | Marie-Josée Ta Lou | Elefántcsontpart        | 11,00       | Q           |
| 2.          | Dafne Schippers    | Hollandia               | 11,08       | Q           |
| 3.          | Carina Horn        | Dél-afrikai Köztársaság | 11,28       | Q           |
| 4.          | Salomé Kora        | Svájc                   | 11,30       | q           |
| 5.          | Carole Zahi        | Franciaország           | 11,41       |             |
| 6.          | Narcisa Landázuri  | Ecuador                 | 11,59       |             |
| 7.          | Rechelle Meade     | Anguilla                | 12,67       |             |
| 8.          | Hereiti Bernardino | Francia Polinézia       | 12,88       |             |

| 5. előfutam | 5. előfutam       | 5. előfutam          | 5. előfutam | 5. előfutam |
| Helyezés    | Versenyző         | Ország               | Idő         | Mj          |
| ----------- | ----------------- | -------------------- | ----------- | ----------- |
| 1.          | Rosangela Santos  | Brazília             | 11,04       | Q, PB       |
| 2.          | Mujinga Kambundji | Svájc                | 11,14       | Q           |
| 3.          | Michelle-Lee Ahye | Trinidad és Tobago   | 11,14       | Q           |
| 4.          | Simone Facey      | Jamaica              | 11,29       | q           |
| 5.          | Leya Buchanan     | Kanada               | 11,84       |             |
| 6.          | Dutee Chand       | India                | 12,07       |             |
| 7.          | Gorete Semedo     | São Tomé és Príncipe | 12,46       | PB          |
| Kiz         | Tatjana Pinto     | Németország          | Kizárva     |             |

| 6. előfutam | 6. előfutam        | 6. előfutam             | 6. előfutam | 6. előfutam |
| Helyezés    | Versenyző          | Ország                  | Idő         | Mj          |
| ----------- | ------------------ | ----------------------- | ----------- | ----------- |
| 1.          | Daryll Neita       | Nagy-Britannia          | 11,15       | Q           |
| 2.          | Deajah Stevens     | Egyesült Államok        | 11,17       | Q           |
| 3.          | Natasha Morrison   | Jamaica                 | 11,21       | Q           |
| 4.          | Kelly-Ann Baptiste | Trinidad és Tobago      | 11,21       | q           |
| 5.          | Ewa Swoboda        | Lengyelország           | 11,24       | q, SB       |
| 6.          | Andrea Purica      | Venezuela               | 11,43       |             |
| 7.          | Cecilia Bouele     | Kongó                   | 12,15       |             |
| 8.          | Zarinae Sapong     | Északi-Mariana-szigetek | 13,29       | PB          |

### Elődöntők
| 1. elődöntő | 1. elődöntő        | 1. elődöntő        | 1. elődöntő | 1. elődöntő |
| Helyezés    | Versenyző          | Ország             | Idő         | Mj          |
| ----------- | ------------------ | ------------------ | ----------- | ----------- |
| 1.          | Marie-Josée Ta Lou | Elefántcsontpart   | 10,87       | Q, SB       |
| 2.          | Dafne Schippers    | Hollandia          | 10,98       | Q           |
| 3.          | Kelly-Ann Baptiste | Trinidad és Tobago | 11,07       | q           |
| 4.          | Daryll Neita       | Nagy-Britannia     | 11,16       |             |
| 5.          | Jura Levy          | Jamaica            | 11,19       |             |
| 6.          | Simona Facey       | Jamaica            | 11,23       |             |
| 7.          | Ivet Lalova-Collio | Bulgária           | 11,25       | SB          |
| 8.          | Deajah Stevens     | Egyesült Államok   | 11,32       |             |

| 2. elődöntő | 2. elődöntő       | 2. elődöntő             | 2. elődöntő | 2. elődöntő |
| Helyezés    | Versenyző         | Ország                  | Idő         | Mj          |
| ----------- | ----------------- | ----------------------- | ----------- | ----------- |
| 1.          | Elaine Thompson   | Jamaica                 | 10,84       | Q           |
| 2.          | Rosangela Santos  | Brazília                | 10,91       | Q, AR       |
| 3.          | Mujinga Kambundji | Svájc                   | 11,11       |             |
| 4.          | Crystal Emmanuel  | Kanada                  | 11,14       | PB          |
| 5.          | Desiree Henry     | Nagy-Britannia          | 11,24       |             |
| 6.          | Carina Horn       | Dél-afrikai Köztársaság | 11,26       |             |
| 7.          | Ariana Washington | Egyesült Államok        | 11,29       |             |
| 8.          | Ewa Swoboda       | Lengyelország           | 11,35       |             |

| 3. elődöntő | 3. elődöntő       | 3. elődöntő        | 3. elődöntő | 3. elődöntő |
| Helyezés    | Versenyző         | Ország             | Idő         | Mj          |
| ----------- | ----------------- | ------------------ | ----------- | ----------- |
| 1.          | Tori Bowie        | Egyesült Államok   | 10,91       | Q           |
| 2.          | Murielle Ahouré   | Elefántcsontpart   | 10,99       | Q           |
| 3.          | Michelle-Lee Ahye | Trinidad és Tobago | 11,04       | q           |
| 4.          | Blessing Okagbare | Nigéria            | 11,08       |             |
| 5.          | Natasha Morrison  | Jamaica            | 11,15       |             |
| 6.          | Gina Lückenkemper | Németország        | 11,16       |             |
| 7.          | Asha Philip       | Nagy-Britannia     | 11,19       |             |
| 8.          | Salomé Kora       | Svájc              | 11,31       |             |

### Döntő
| Döntő    | Döntő              | Döntő              | Döntő | Döntő |
| Helyezés | Versenyző          | Ország             | Idő   | Mj    |
| -------- | ------------------ | ------------------ | ----- | ----- |
|          | Tori Bowie         | Egyesült Államok   | 10,85 | SB    |
|          | Marie-Josée Ta Lou | Elefántcsontpart   | 10,86 | PB    |
|          | Dafne Schippers    | Hollandia          | 10,96 |       |
| 4.       | Murielle Ahouré    | Elefántcsontpart   | 10,98 |       |
| 5.       | Elaine Thompson    | Jamaica            | 10,98 |       |
| 6.       | Michelle-Lee Ahye  | Trinidad és Tobago | 11,01 |       |
| 7.       | Rosangela Santos   | Brazília           | 11,06 |       |
| 8.       | Kelly-Ann Baptiste | Trinidad és Tobago | 11,09 |       |